# Octobre 1916 (guerre mondiale)
Septembre 1916 - octobre 1916 - Novembre 1916
- 3 octobre : 
  - Les troupes serbes lancent une offensive sur Monastir, en Macédoine.

- 5 octobre :
  - Achèvement du Transsibérien : le ravitaillement  par les Alliés du front russe en passant par Vladivostok est facilité.

- 7 octobre : 
  - Les Allemands forcent les Roumains à évacuer la Transylvanie.

- 18 octobre :
  - Publication d'une note austro-hongroise informant les chancelleries des buts de guerre de la double monarchie.

- 9 octobre : 
  - Eleftherios Venizelos constitue à Salonique un gouvernement provisoire favorable aux Alliés.

- 21 octobre : 
  - Assassinat du président du Conseil austro-hongrois Karl Stürgkh par le socialiste Friedrich Adler. Ernst von Koerber, proche de François-Joseph, le remplace à ce poste le 29 octobre.

- 23 octobre : 
  - Le roi Constantin Ier de Grèce propose un désarmement complet des forces grecques à condition que l’armée d'Eleftherios Venizelos ne soit utilisée que contre les Bulgares.

- 24 octobre :
  - Les troupes françaises du groupement Mangin reprennent, en quatre heures, le fort de Douaumont et réoccupent jusqu’à Vaux tout le territoire conquis depuis huit mois par les Allemands.

- 28 octobre : 
  - l'as allemand Oswald Boelcke meurt en opération à la suite d'une rupture de la voilure de son Albatros après une collision en vol.